# Corus pseudocostiger
Corus pseudocostiger là một loài bọ cánh cứng trong họ Cerambycidae.